# Гранли, Даниэль
Даниэль Фредрик Гранли (норв. Daniel Fredrik Granli; род. 1 мая 1994, Берум) — норвежский футболист, защитник шведского клуба «Эльфсборг».

## Клубная карьера
Даниэль родился в Саннвике, но вырос в Лиере. В трехлетнем возрасте начал заниматься в футбольной школе местного клуба «Лиер», за детские клубы которого выступал до 2010 года, после чего перешел в команду «Берум» из родного города.
С 2010 года перешел в школу «Стабека», с которым в итоге подписал свой первый профессиональный контракт. Дебютировал за основной состав в первом норвежском дивизионе 20 апреля 2013 года в игре с «Конгсвингером». Гранли вышел на поле на 82-й минуте. 27 октября в игре с «Ранхеймом» забил свой первый гол, который принёс его клубу ничью 1:1.
По итогам сезона «Стабек» занял второе место в турнирной таблице и получил право на следующий год выступать в Типпелиге. Первый матч в высшей лиге провёл 30 марта 2014 года против «Согндала», который его команда выиграла с разгромным счётом 3:0. Даниэль регулярно играл, в основном выходя на поле в стартовом составе. В 2015 году «Стабек» занял в турнирной таблице 3 место, завоевав бронзовые медали и получив право выступить в первом квалификационном раунде Лиги Европы УЕФА. В двухраундовом противостоянии с валийским «Коннас-Ки Номадс» норвежская команда уступила, а Гранли только в одном матче попал в заявку, но на поле не появился.
Гранли выступал за «Стабек» на протяжении шести сезонов и за этом время принял участие в 140 матчах во всех турнирах и забил 3 гола.
28 января 2019 года подписал контракт на 4 года со шведским АИК. В чемпионате Швеции сыграл только 20 мая. Во встрече с «Фалькенбергом» Гранли на 85-й минуте вышел на поле вместо Пера Карлссона. 9 июля дебютировал в Лиге чемпионов. В первой игре первого квалификационного раунда с армянским «Араратом-Армения» АИК уступил на выезде 1:2.
26 февраля 2025 года перешёл в шведский «Эльфсборг», подписав контракт до конца года.

## Карьера в сборной
Сыграл один матч за молодёжную сборную Норвегии. 9 октября 2014 года в товарищеском матче с Ирландией Гранли вышел на поле после перерыва, заменив Мариуса Хёйбратена.

## Личная жизнь
Его отец Эспен Гранли в прошлом также футболист, выступал на позиции вратаря за «Стабек» и «Люн». С 2012 года работает тренером вратарей в «Стабеке».

## Достижения
Стабек
- Бронзовый призёр чемпионата Норвегии: 2015

## Статистика выступлений

### Клубная статистика
| Выступление      | Выступление         | Выступление      | Лига | Лига | Кубки | Кубки | Конт.кубки | Конт.кубки | Другое | Другое | Итого | Итого |
| Клуб             | Лига                | Сезон            | Игры | Голы | Игры  | Голы  | Игры       | Голы       | Игры   | Голы   | Игры  | Голы  |
| ---------------- | ------------------- | ---------------- | ---- | ---- | ----- | ----- | ---------- | ---------- | ------ | ------ | ----- | ----- |
| Стабек           | Адекколиген         | 2013             | 16   | 1    | 2     | 0     | —          | —          | —      | —      | 18    | 1     |
| Стабек           | Типпелига/Элитсерия | 2014             | 21   | 0    | 3     | 0     | —          | —          | —      | —      | 24    | 0     |
| Стабек           | Типпелига/Элитсерия | 2015             | 22   | 0    | 5     | 2     | —          | —          | —      | —      | 27    | 2     |
| Стабек           | Типпелига/Элитсерия | 2016             | 17   | 0    | 1     | 0     | 0          | 0          | 2      | 0      | 20    | 0     |
| Стабек           | Типпелига/Элитсерия | 2017             | 14   | 0    | 5     | 0     | —          | —          | —      | —      | 19    | 0     |
| Стабек           | Типпелига/Элитсерия | 2018             | 29   | 0    | 1     | 0     | —          | —          | 2      | 0      | 32    | 0     |
| Стабек           | Итого               | Итого            | 119  | 1    | 17    | 2     | 0          | 0          | 4      | 0      | 140   | 3     |
| АИК              | Аллсвенскан         | 2019             | 11   | 0    | 5     | 0     | 7          | 0          | —      | —      | 23    | 0     |
| АИК              | Аллсвенскан         | 2020             | 0    | 0    | 0     | 0     | —          | —          | —      | —      | 0     | 0     |
| АИК              | Итого               | Итого            | 5    | 0    | 0     | 0     | 0          | 0          | 0      | 0      | 5     | 0     |
| Всего за карьеру | Всего за карьеру    | Всего за карьеру | 130  | 1    | 22    | 2     | 7          | 0          | 4      | 0      | 163   | 3     |